# Khombole
Khombole of Kombolé is een stad in Senegal. Het stadje was vroeger het kruispunt van de handel in aardnoten. In de koloniale tijd waren er verschillende koloniale bedrijven, zoals "Maurel et Prom", Vessiac en Peyrissac, en Libanese (Syrische) handelaars.
De plaats ligt in het departement Thiès in de regio  Thiès. Volgens de ramingen van 2007 telde de plaats 12.823 inwoners. Khombole was de geboorteplaats van Mamadou Dia, de eerste premier van het onafhankelijke Senegal.